# 山崎耕造
山﨑 耕造（やまざき こうぞう、1949年1月12日 - ）は、日本の工学者、工学博士（東京大学）。富山県出身。 
名古屋大学名誉教授、自然科学研究機構・核融合科学研究所名誉教授、総合研究大学院大学名誉教授。
専門は、プラズマ物理、核融合工学。

## 経歴
- 1972年 東京大学工学部原子力工学科卒業
- 1977年 東京大学工学系研究科博士課程（原子力工学専攻）修了、工学博士、博士論文「Application of Fast Theta-Pinch to a Tokamak Plasma（トカマクプラズマへの高速テータピンチの応用）」東京大学、工学博士、甲第4289号、1977年3月29日[1]
- 1977年 学術振興会奨励研究員（東京大学）
- 1978年 名古屋大学プラズマ研究所助手
- 1979年 米国プリンストン大学プラズマ物理研究所客員研究員
- 1987年 名古屋大学プラズマ研究所助教授
- 1989年 自然科学研究機構・核融合科学研究所助教授
- 1993年 同教授
- 2005年 名古屋大学大学院工学研究科エネルギー理工学専攻教授
- 2013年 名古屋大学定年退職[2]、名古屋大学名誉教授, 自然科学研究機構・核融合科学研究所名誉教授、総合研究大学院大学名誉教授

## 単著
- 『トコトンやさしいプラズマの本』日刊工業新聞社，2004年7月 ISBN 978-4-526-05316-0
- 『トコトンやさしいエネルギーの本』日刊工業新聞社，2005年2月 ISBN 978-4-526-05407-5
- 『トコトンやさしい太陽の本』日刊工業新聞社，2007年9月 ISBN 978-4-526-05935-3
- 『トコトンやさしい太陽エネルギー発電の本』日刊工業新聞社，2010年8月 ISBN 978-4-526-06505-7
- 『エネルギーと環境の科学』共立出版，2011年10月 ISBN 978-4-320-07183-4
- 『楽しみながら学ぶ 物理入門』共立出版，2015年10月 ISBN 978-4-320-03597-3
- 『トコトンやさしいエネルギーの本（第2版）』日刊工業新聞社，2016年4月 ISBN 978-4-526-07562-9
- 『楽しみながら学ぶ 電磁気学入門』共立出版，2017年9月 ISBN 978-4-320-03601-7
- 『トコトンやさしい宇宙線と素粒子の本』日刊工業新聞社，2018年1月 ISBN 978-4-526-07793-7
- 『トコトンやさしい電気の本（第2版）』日刊工業新聞社，2018年7月 ISBN 978-4-526-07866-8
- 『トコトンやさしい磁力の本』日刊工業新聞社，2019年3月　ISBN 978-4-526-07963-4
- 『トコトンやさしい相対性理論の本』日刊工業新聞社，2020年1月17日 ISBN 978-4-526-08033-3
- 『トコトンやさしい量子コンピュータの本』日刊工業新聞社，2021年1月22日 ISBN 978-4-526-08107-1
- 『トコトンやさしい環境発電の本』日刊工業新聞社，2021年11月17日 ISBN 978-4-526-08170-5
- 『カーボンニュートラル／図で考えるＳＤＧｓ時代の脱炭素化』技報堂出版，2022年7月23日 ISBN 978-4-7655-3480-2

## 共著編
- 『早わかり図解 これからの電気のつくりかた』監修、綜合図書、2011年9月 ISBN 978-4-862-98067-0
- 『原子力・量子・核融合事典』共著・編集委員、丸善，2014年12月 ISBN 978-4-621-08874-6